# 엔리코 키에사
엔리코 키에사(이탈리아어: Enrico Chiesa enˈriːko ˈkjɛːza; ˈkjeːza[*], 1970년 12월 29일, 리구리아 주 제노바 ~)는 이탈리아의 전 축구 공격수이자 감독이다.
키에사는 현역 시절 여러 이탈리아 구단들을 돌아다니며 10년 넘게 세리에 A에서 주전 선수로 활약하며 삼프도리아, 파르마, 그리고 피오렌티나에서 몇 차례 우승을 경험했다. 그는 라치오에 잠깐 머물기도 했다. 그는 시에나에서 정착하여 수 많은 득점에 힘입어 토스카나 연고 구단이 몇 시즌 연속으로 1부 리그에 잔류할 수 있게 도왔다. 그는 2010년에 필리네에서 은퇴했는데, 이 곳에서 감독일을 잠깐 맡기도 했다. 그는 1998-99 시즌에 UEFA컵과 코파 이탈리아를 들어올렸고, 전자의 대회에서는 8골로 득점왕에 등극했다. 키에사는 국가대항전에서 이탈리아 국가대표팀 일원으로 1996년부터 2001년까지 17번의 경기에 출전해 7골을 기록했고, 유로 1996과 1998년 월드컵에 이탈리아 선수단 일원으로 참가했다.
그의 아들 페데리코 키에사도 프로 축구 선수로, 현재 세리에 A 유벤투스 소속이다.

## 클럽 경력
제노바 출신인 키에사는 폰테데치모의 아마추어 선수로 축구를 시작했다.(1986–87) 그는 이후 삼프도리아에 입단하여 1989년 4월 16일, 0-1로 패한 로마와의 1988-89 시즌 리그 원정 경기에서 신고식을 치렀다. 그는 세리에 C2의 테라모에서 활약했고, 뒤이어 세리에 C1의 키에티를 거쳐 1992년에 삼프도리아로 복귀했다. 큰 인상을 남기지 못한 그는 1993-94 시즌에 세리에 B의 모데나로 이적했고, 1994-95 시즌에는 크레모네세로 이적해 세리에 A에서 14골을 기록했다. 1995년, 그는 다시 "파란 원 군단"(blucerchiati)으로 복귀해 로베르토 만치니와 공격진을 이루어 세리에 A 27경기에서 22골을 폭격했다.
1996년, 그는 신흥 강호 파르마로 이적해 1년차에는 세리에 A에서 14골을 기록하여 유벤투스에 이어 준우승을 하는데 일조했다. 리그를 2위로 마치면서 파르마는 이듬해 챔피언스리그 진출권을 손에 넣었다. 그는 파르마 소속으로 UEFA컵, 코파 이탈리아, 그리고 코파 이탈리아를 1998-99 시즌에 모두 품었고, 소속 구단도 세리에 A에서 4위를 차지했다. 키에사는 (부상이 없을 때) 이탈리아 축구에서 손꼽히는 공격수로 거듭났다. 파르마 시절, 그는 아르헨티나의 거성 공격수 에르난 크레스포와 공격을 맡아 평균 10골에서 15골씩 매년 합작했다. 파르마는 1999년 UEFA컵 결승전에서 마르세유를 이기고 정상에 올랐고, 키에사는 같은 대회에서 8골을 기록해 득점왕에 등극했다.
1999년, 그는 28B ITL(€14.46M에 상응하는 가치)에 선수단을 보강하고 강력한 선수들을 품고, 선수단 주장이자 상징적 존재인 가브리엘 바티스투타를 잔류시키기 위해 분투하던 피오렌티나로 이적했다. 보라 군단 소속으로 1년차에 주전으로 활약하던 키에사는 프레드라그 미야토비치를 비롯해 여러 선수들과 주전 경쟁을 벌였고, 이후 기량이 크게 하락했고, 결국 리그에서 6골에 그쳤다. 2000-01 시즌, 바티스투타는 로마로 이적한 가운데 선수단은 재정난과 줄부상으로 허덕였다. 한편, 로베르토 만치니 감독 하에 키에사는 플레이메이커 후이 코스타의 지원을 받는 주 공격수로 거듭나, 30경기에서 22골을 기록해, 리그 득점 상위 5명에 이름을 올렸고, 피오렌티나가 코파 이탈리아에서 전 소속 구단 파르마를 제압하는데 일조했다. 1-1로 비긴 2차전 안방 경기에서는 누누 고메스의 득점을 도와 합계 2-1로 우승을 거둘 수 있게 했다. 2001-02 시즌은 고난의 연속이었다: 키에사는 처음 5경기에서 5골을 넣는 인상적으로 시즌을 시작했으나, 베네치아와의 5번째 경기에서 무릎 인대 중상을 당하면서 남은 기간동안 출전하지 못했고, 주포 키에사를 잃은 피오렌티나는 시즌 끝에 강등되었다. 피오렌티나는 강등과 재정난으로, 키에사를 이듬해에 라치오로 매각했지만, 키에사는 이곳에서 제 활약하지 못했다.
2003년, 그는 시에나에 입단하여 지지자들의 마음을 잡았고, 구단이 세리에 A로 올라온 시기의 기둥으로 지탱했는데, 2005-06 시즌까지 세리에 A에서 두 자리수의 득점을 기록했다. 비록 2006-07 시즌에는 세리에 A에서 1골도 넣지 못할 정도로 부진했으나, 안드레아 만돌리니 신임 감독은 키에사가 여전히 선수단의 기둥으로 2007-08 시즌에 15골은 넣어줄 것으로 기대했다. 그러나, 그는 2007-08 시즌에 2경기 출전에 그쳤고, 또다시 무득점으로 침묵하고 이듬해 레가 프로 세콘다 디비시오네의 필리네로 떠났다. 그는 필리네 소속으로 5골을 기록해, 소속 구단의 레가 프로 프리마 디비시오네 승격에 일조했다. 이듬해는 다리 골절로 그리 많은 경기에 출전하지 못했고, 시즌 대부분을 재활로 보냈고, 이후 은퇴했다.

## 국가대표팀 경력
키에사는 1996년부터 2001년까지 이탈리아 국가대표팀에서 활약하며 22번의 경기에 출전해 7골을 기록했다. 키에사는 1996년 5월 29일, 크레모나에서 2-2로 비긴 벨기에와의 친선경기에서 국가대표팀 첫 경기를 치러 1골로 자축했다. 그는 같은 해 아리고 사키 감독의 유로 1996 본선 이탈리아 선수 명단에 이름을 올렸고, 로베르토 바조, 잔루카 비알리, 그리고 주세페 시뇨리와 같은 쟁쟁한 공격수와 함께 나란히 국가대표팀 공격수로 거듭났다. 키에사는 조별 리그 2경기에 출전했는데, 처음 출전한  체코전에서 득점을 기록했지만, 1-2 패배를 막지 못했고, 독일과의 경기는 0-0으로 비기면서 이탈리아가 조별 리그를 넘지 못하고 탈락했다. 1998년 월드컵에서도 체사레 말디니 감독이 파브리치오 라바넬리를 대체할 선수로 키에사를 낙점해 대회에 참가했다. 그는 1998년 월드컵 대회 본선에서 2-2로 비긴 칠레와의 조별 리그 1차전 경기에 출전했고, 1-0으로 이긴 노르웨이와의 16강전 경기에도 교체로 출전했다. 이탈리아는 8강전에서 개최국이자 나중에 우승을 차지하는 프랑스에 승부차기로 패퇴했다. 키에사는 디노 초프 감독의 임기에 6-2로 이긴 1998년 12월 16일, 이탈리아 축구 연맹 창립 100주년 기념으로 세계 각국 선수단과 친선경기를 벌였고, 해트트릭을 완성했다. 그는 1999년 6월 5일에 볼로냐에서 4-0으로 이긴 웨일스와의 유로 2000 예선전에서도 득점을 신고했다. 그의 마지막 국가대표팀 경기는 조반니 트라파토니 감독의 임기였던, 2001년 4월 25일에 페루자에서 열린 남아프리카 공화국과의 친선경기로, 1-0으로 이겼다. 키에사는 알레산드로 델 피에로와 함께 5골로 이탈리아 국가대표팀 역대 최다 교체 투입 득점 기록을 세웠다. 키에사는 2023년 기준으로 이탈리아 국가대표팀 처음 2경기에서 모두 득점을 기록한 마지막 선수이기도 하다.

## 경기 방식
골 결정력이 뛰어난 골잡이인 키에사는 이탈리아의 1990년대 중반 가장 많은 관심을 끈 역동적인 공격수였다. 빠르고, 강인하고, 근면하며, 우아한 키에사는 주로 중앙 공격수로 주포를 맡았지만, 시야, 다재다능함, 좋은 기술력, 빠르게 움직이면서 세밀한 조절, 기술적 지능 등을 통해 동료의 득점 기회도 창출해 지원형 공격수나 측면으로도 배치될 수 있었다. 주력, 체력, 공격 본능, 그리고 강하고 정확한 근거리 및 원거리 양발 조준력을 통해 역습에 특히 능했고, 공격적으로 쇄도하고, 달리면서 기회를 잡자 마자 공을 차넣기도 했다. 그는 감기는 프리킥으로도 잘 알려져 있으며, 13골로 미셸 플라티니와 알바로 레코바와 함께 세리에 A 역대 최다 프리킥 득점 공동 9위에 이름을 올렸다. 파비오 카펠로는 키에사가 기회 활용, 예측력, 훌륭한 마무리 등으로 공중 경합에도 능하며, 공중 공처리에도 능해 루이지 리바와 파올로 로시를 결합한 완전체형 공격수였다고 평했다. 축구 선수로서 득점력 외에도, 헌신력, 프로다움, 경기장 내에서의 올곧은 행동으로도 알려져 있기도 하나, 그의 명성에도 불구하고 잦은 부상으로 경력에 오점을 남기기도 했다.

## 감독 경력
2010년 6월, 키에사는 필리네의 감독으로 2010-11 시즌에 선임되었다. 그러나, 그의 감독 임기는 얼마 지나지 않았는데, 필리네는 7월에 이탈리아 리그에서 퇴출되었기 때문이었다.

## 사생활
키에사의 아들 페데리코도 축구 선수로, 현재 유벤투스 소속이다.

## 경력 통계

### 클럽
출처:
| 구단       | 시즌      | 리그      | 리그 | 리그 | 컵   | 컵 | 유럽 | 유럽 | 기타 | 기타 | 합계 | 합계 |
| 구단       | 시즌      | 리그명    | 출장 | 골   | 출장 | 골 | 출장 | 골   | 출장 | 골   | 출장 | 골   |
| ---------- | --------- | --------- | ---- | ---- | ---- | -- | ---- | ---- | ---- | ---- | ---- | ---- |
| 삼프도리아 | 1988–89   | 세리에 A  | 1    | 0    | 0    | 0  | —    | —    | —    | —    | 1    | 0    |
| 삼프도리아 | 1989–90   | 세리에 A  | 0    | 0    | 0    | 0  | 0    | 0    | 0    | 0    | 0    | 0    |
| 삼프도리아 | 합계      | 합계      | 1    | 0    | 0    | 0  | 0    | 0    | 0    | 0    | 1    | 0    |
| 테라모     | 1990–91   | 세리에 C  | 31   | 5    | —    | —  | —    | —    | —    | —    | 31   | 5    |
| 키에티     | 1991–92   | 세리에 C  | 24   | 6    | —    | —  | —    | —    | —    | —    | 24   | 6    |
| 삼프도리아 | 1992–93   | 세리에 A  | 26   | 1    | —    | —  | —    | —    | —    | —    | 26   | 1    |
| 모데나     | 1993–94   | 세리에 B  | 36   | 15   | 1    | 0  | —    | —    | —    | —    | 37   | 15   |
| 크레모네세 | 1994–95   | 세리에 A  | 34   | 14   | 4    | 0  | —    | —    | —    | —    | 38   | 14   |
| 삼프도리아 | 1995–96   | 세리에 A  | 27   | 22   | —    | —  | —    | —    | —    | —    | 27   | 22   |
| 파르마     | 1996–97   | 세리에 A  | 29   | 14   | 0    | 0  | 2    | 2    | —    | —    | 31   | 16   |
| 파르마     | 1997–98   | 세리에 A  | 33   | 10   | 7    | 5  | 8    | 6    | —    | —    | 48   | 21   |
| 파르마     | 1998–99   | 세리에 A  | 30   | 9    | 8    | 1  | 8    | 8    | —    | —    | 46   | 18   |
| 파르마     | 합계      | 합계      | 92   | 33   | 15   | 6  | 18   | 16   | —    | —    | 125  | 55   |
| 피오렌티나 | 1999–2000 | 세리에 A  | 24   | 7    | 4    | 1  | 11   | 4    | —    | —    | 39   | 12   |
| 피오렌티나 | 2000–01   | 세리에 A  | 30   | 22   | 6    | 5  | 2    | 0    | —    | —    | 38   | 27   |
| 피오렌티나 | 2001–02   | 세리에 A  | 5    | 5    | 0    | 0  | 2    | 1    | 1    | 0    | 8    | 6    |
| 피오렌티나 | 합계      | 합계      | 59   | 34   | 10   | 6  | 15   | 5    | 1    | 0    | 85   | 45   |
| 라치오     | 2002–03   | 세리에 A  | 12   | 2    | 6    | 1  | 11   | 4    | —    | —    | 29   | 7    |
| 시에나     | 2003–04   | 세리에 A  | 30   | 10   | 1    | 0  | —    | —    | —    | —    | 31   | 10   |
| 시에나     | 2004–05   | 세리에 A  | 36   | 11   | 0    | 0  | —    | —    | —    | —    | 36   | 11   |
| 시에나     | 2005–06   | 세리에 A  | 38   | 11   | 2    | 1  | —    | —    | —    | —    | 40   | 12   |
| 시에나     | 2006–07   | 세리에 A  | 23   | 0    | 2    | 0  | —    | —    | —    | —    | 25   | 0    |
| 시에나     | 2007–08   | 세리에 A  | 2    | 0    | 0    | 0  | —    | —    | —    | —    | 2    | 0    |
| 시에나     | 합계      | 합계      | 129  | 32   | 5    | 1  | —    | —    | —    | —    | 134  | 33   |
| 경력 합계  | 경력 합계 | 경력 합계 | 471  | 164  | 41   | 14 | 44   | 25   | 1    | 0    | 557  | 203  |

### 국가대표팀
출처: 
| 이탈리아 국가대표팀 | 이탈리아 국가대표팀 | 이탈리아 국가대표팀 |
| 연도                | 출장                | 골                  |
| ------------------- | ------------------- | ------------------- |
| 1996                | 5                   | 3                   |
| 1997                | 1                   | 0                   |
| 1998                | 5                   | 3                   |
| 1999                | 5                   | 1                   |
| 2001                | 1                   | 0                   |
| 합계                | 17                  | 7                   |

## 수상

### 클럽
삼프도리아
- 유러피언 컵위너스컵: 1989–90

파르마
- 코파 이탈리아: 1998–99
- UEFA컵: 1998–99

피오렌티나
- 코파 이탈리아: 2000–01
- 수페르코파 이탈리아나 준우승: 2001

필리네
- 레가 프로 세콘다 디비시오네: 2008–09
- 수페르코파 디 레가 세콘다 디비시오네: 2008–09

### 개인
- 구에린 금상: 1996[45]
- UEFA컵 득점왕: 1998–99 (8골)[46]

## 참고
1. 1 2 3  일부 출처에서는 16경기 출전 4골로 기록되어 있지만, 이탈리아 축구 연맹(FIGC)은 1998년 12월 16일에 로마에서 국제 축구 연맹 올스타 선수단과의 안방 경기에서 6-2로 이길 당시 해트트릭한 것도 공식 기록으로 인정하고 있다.[43]
2. 1 2 3 4  UEFA컵 출장 경기 기록
3. 1 2 3  챔피언스리그 출장 경기 기록
4. ↑  수페르코파 이탈리아나 출장 경기 기록